# Pořín (przystanek kolejowy)
Pořín – przystanek kolejowy w miejscowości Pořín, w kraju południowoczeskim, w Czechach. Położony jest na linii Tábor – Horní Cerekev. Znajduje się na wysokości 545 m n.p.m.
Na stacji nie ma możliwości zakupu biletów, a obsługa podróżnych odbywa się w pociągu.

## Linie kolejowe
- 224 Tábor – Horní Cerekev